# Landdrost

Het Muiderslot in 1617; Paulus van Loo was drost van 1561-1579 en P. C. Hooft werd in 1609 als drost aangesteld

Een landdrost, drost of drossaard was in de late middeleeuwen, vooral in noordwestelijk Duitsland (aan de Nederrijn, in Westfalen en Oost-Friesland) maar ook in Mecklenburg, Sleeswijk-Holstein en in de Nederlanden, een functionaris die voor een bepaald gebied de landsheer vertegenwoordigde met als taken handhaving openbare orde, wetgeving, rechtspraak en verdediging van het toegewezen territorium. In de Franse tijd werd de term landdrost ingevoerd voor een Nederlands bestuursambtenaar die een bepaald gebied bestuurde.

## Drost in de middeleeuwse Nederlanden
Het drostambt bestond reeds in de middeleeuwen in het Sticht Utrecht. De drosten van Twente resideerden oorspronkelijk waarschijnlijk te Goor, later gewoonlijk op hun eigen kasteel of havezate. In Holland, Zeeland, Vlaanderen en Henegouwen werd voor een dergelijke functionaris meestal de naam baljuw gebruikt. Door het ontbreken van effectief grafelijk gezag kwam de functie in Friesland tijdens de middeleeuwen niet of slechts voor korte tijd voor.

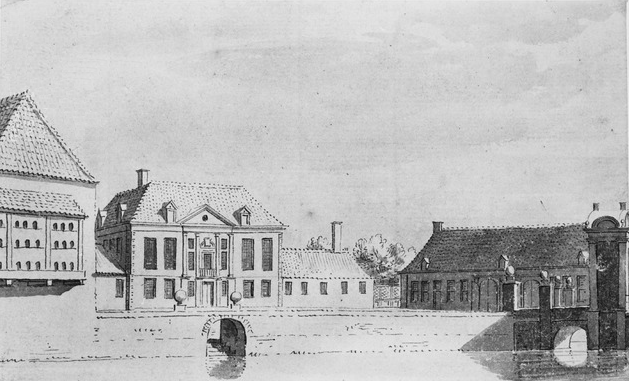
Het Drosthuis te Diepenheim (Cornelis Pronk 1732)

## Drost tijdens de Republiek
In de Republiek der zeven verenigde Nederlanden was de drost een van de bestuurders van een stad of een bepaald gebied. Zo bestond het bestuur van Muiden uit een drossaard, twee burgemeesters, vijf schepenen, drie weesmeesters en een armeester. Diverse drosten waren tevens rentmeester of dijkgraaf. Zo was sinds 1678 de drost van Muiden ook dijkgraaf voor de dijk vanaf de uitmonding van de Vecht tot aan Naarden. De heerlijkheden van het baljuwschap Oudewater hadden eveneens een drost die dijkgraaf was en met vijf hoogheemraden het Dijkgraaf- en Hoogheemraadschap bestuurde. De drosten in Holland werden aangesteld door de Staten van Holland en West-Friesland.
In Gelderland en Overijssel eisten de drosten nog steeds de middeleeuwse drostendiensten. Hoewel Overijssel ze probeerde af te schaffen, eerst in 1631 en daarna in 1657, bleven ze bestaan en werden ze bij een besluit in 1717 opnieuw geregeld. Vanaf 1778 betoogde Joan Derk van der Capellen tot den Pol de onwettigheid ervan en 1783 werden ze in Overijssel afgeschaft. In Gelderland vervielen ze ten slotte bij de Bataafse revolutie van 1795.

## Drost in de Franse tijd
In het Koninkrijk Holland (1806-1810) werd in de wetten en decreten van april 1807 voor het eerst geregeld dat er één persoon aan het hoofd van elk departement (provincie) stond. Zijn titel was landdrost en zijn functie is vergelijkbaar met de latere commissaris der Koning(in). De landdrost kreeg voor het dagelijks bestuur zes assessoren en een secretaris-generaal ter beschikking, respectievelijk vergelijkbaar met de huidige gedeputeerde staten en de griffier.
In Gelderland werd aan het hoofd van elk van de drie kwartieren, Arnhem, Zutphen en Nijmegen een kwartierdrost aangesteld. Kwartierdrost was vanaf 1808 een nieuwe functie en bestond uit het houden van toezicht op de plattelandsgemeenten. Het Land van Valkenburg behoorde vanaf de 14e eeuw tot de Brabantse Landen van Overmaas. De drossaard van Valkenburg bestuurde het gebied namens de hertog van Brabant.

## Drost in het koninkrijk der Nederlanden
Tussen 1949 en 1963 werden de geannexeerde Duitse gebieden Elten en Selfkant door een landdrost bestuurd. Ook de polders van het Zuiderzeeproject werden bestuurd door landdrosten, van wie Han Lammers en Roelf Hofstee Holtrop de bekendsten waren. Deze polders werden na het droogvallen nog niet meteen gemeentelijk ingedeeld, maar hadden een tijdlang de status van openbaar lichaam. Met de opheffing van het Openbaar Lichaam Zuidelijke IJsselmeerpolders per 1 januari 1996 verdween de functie van landdrost uit het Nederlandse openbaar bestuur.

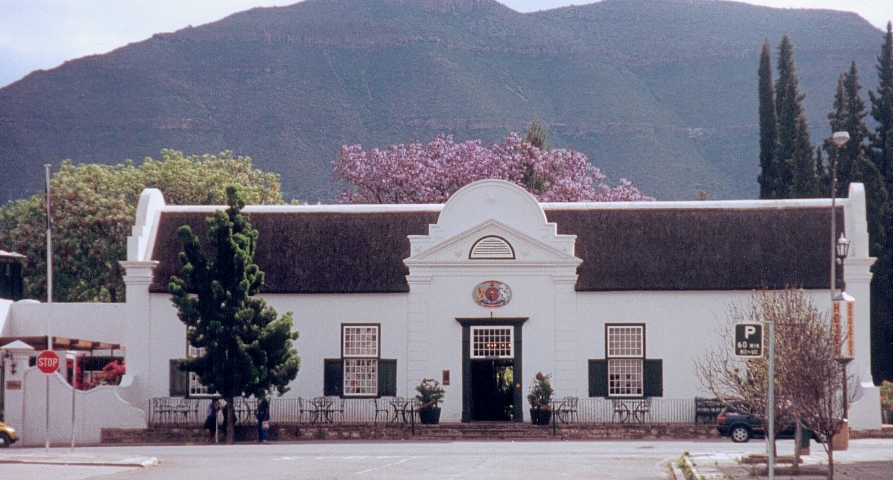
Drostdy van Graaff-Reinet, Zuid-Afrika

## Landdrost in Zuidelijk Afrika
Ook in de Nederlandse Kaapkolonie en de Boerenrepublieken werd de titel van landdrost gebruikt. Zo hadden de landdrost en heemraden van Stellenbosch het wettig gezag over ‘al de zwervers die zich een weg baanden naar het binnenland’. Het district Graaff-Reinet kreeg op verzoek van de kolonisten in 1785 een drost. Nog steeds is er een Drostdy-huis (of Drostdij-huis) uit deze tijd. In het Afrikaans wordt een magistraat ook nu nog landdros genoemd.

In de Oranje Vrijstaat was de landdrost verantwoordelijk voor de rechtspraak en het innen van belastingen. De landdrosten werden aangesteld door de Volksraad. Landdrosten mochten ook deelnemen aan de vergaderingen van de Volksraad, maar hadden geen besluitvormende stem.